# Alcea setosa
Alcea setosa — вид квіткових рослин роду рожа (Alcea) родини мальвові (Malvales).

## Поширення
Батьківщиною квітки є Левант: від Криту, Туреччини, Лівану та Сирії до ботанічного регіону Палестини (включаючи Ізраїль та Йорданію).

## Опис
Вся рослина вкрита дрібними щетинками. Рожеві квіти численні і великі. У Галілеї та Кармелі квіти темніші, в Гільбоа та Самарії — світліші, а Ліван можна зустріти квіти від темно-рожевого до білого.. Надземна частина рослини в’яне та відмирає влітку. Взимку розвивається розетки квіток, з якої виростає вертикальне квітконосне стебло. На горі Ліван можна зустріти квіти від темно-рожевого до білого. Вся рослина щетиниста, звідси і її загальна назва. Цвіте рослина з квітня по червень.

## Використання
Раніше ця рослина використовувалась як їжа для бідних людей. З листя готували супи і салати, плоди також їстівні. Цей вид рослин згадується в Біблії в книзі Йова 6: 6: «Чи хороша страва без солі, а мальва приємна на смак?». Крім того, у народній медицині рідина рослини використовується для лікування травм, опіків, кашлю та запалення.
У народній медицині рідина рослини використовується для лікування травм, опіків, кашлю та запалень. Квіткові бруньки їстівні, варені та сирі, і вважаються ліками від захворювань дихальних шляхів. У ліванських селах квіти мальви щетинистої сушать на сонці, потім змішують з іншими травами та польовими квітами, готують суміші та подають до чаю.